# Zsivalevo
Zsivalevo (macedónul: Живалево) település Észak-Macedóniában, a Északkeleti körzetben, Kratovo községben.

## Népesség
| Lakosok száma | 169  | 205  | 207  | 225  | 178  | 170  | 164  | 155  | 102  |
|               | 1948 | 1953 | 1961 | 1971 | 1981 | 1991 | 1994 | 2002 | 2021 |

- 2002-ben 155 lakosa volt, akik mindannyian macedónok.